# الشامیه، استان الجموم
الشامیه (به عربی: الشامیة) یک منطقهٔ مسکونی در عربستان سعودی است که در استان مکه واقع شده‌است.